# Список действующих глав государств по продолжительности их пребывания на посту
Список действующих глав государств по продолжительности их пребывания на посту — список из 50 человек, которые в настоящее время дольше всех занимают посты глав государств или правительств. В списке учитывается время пребывания на высших должностях стран, не принимается во внимание время правления на должностях до обретения страной независимости. Учитывается как юридическое пребывание на руководящей должности, так и фактическое правление страной (во время перевыборов, революционных действий, изменений форм правления, смены должности — с главы государства на главу правительства и наоборот). Для стран, в которых глава государства и глава правительства являются отдельными должностями, указаны обе должности. 

## Общая статистика
Среди 50 глав государств, правящих дольше всех, 19 являются монархами (короли, князья, эмиры, султаны), 2 генерал-губернатора, 8 глав правительств. Пять монархов находятся в первой десятке списка. В списке больше всего представителей Азии (16), далее — Африка (14 человек), Европа (13), Америка (6), Австралия и Океания (1).
Премьер-министр Бахрейна Халифа ибн Салман Аль Халифа был человеком, который дольше всех в истории занимал пост председателя правительства (1971—2020). Фидель Кастро был самым долгоправящим главой государства в истории, который не был монархом. Он правил Кубой в качестве премьер-министра, председателя Государственного совета и первого секретаря ЦК Компартии Кубы в течение 52 лет (1959—2011). Самым долгоправящим монархом в истории (из достоверно задокументированных) был король Свазиленда Собуза II, который правил в 1899—1982 годах (82 года и 254 дня).

## Список глав государств по дате вступления в должность
| №  | Фото | Имя/Возраст                        | Начало правления | Продолжительность | Государство              | Должность | Династия/Партия                                |
| -- | ---- | ---------------------------------- | ---------------- | ----------------- | ------------------------ | --- | ---------------------------------------------- |
| 1  |      | Хассанал Болкиах (79)              | 5 октября 1967   | 57.8              | Бруней                   | Султан | Болкиах                                        |
| 2  |      | Карл XVI Густав (79)               | 15 сентября 1973 | 51.9              | Швеция                   | Король | Бернадоты                                      |
| 3  |      | Поль Бийя (92)                     | 30 июня 1975     | 50.1              | Камерун                  | Премьер-министр: 30 июня 1975 — 6 ноября 1982 Президент: с 6 ноября 1982 | Камерунское народное демократическое движение  |
| 4  |      | Теодоро Обианг Нгема Мбасого (83)  | 3 августа 1979   | 46                | Экваториальная Гвинея    | Председатель Революционного военного совета: 3 августа 1979 – 25 августа 1979 Председатель Высшего военного совета: 25 августа 1979 – 12 октября 1982 Президент: с 15 августа 1982                                                                      | Демократическая партия Экваториальной Гвинеи   |
| 5  |      | Али Хаменеи (86)                   | 2 октября 1981   | 43.8              | Иран                     | Президент: 2 октября 1981 — 2 августа 1989 Высший руководитель: с 4 июня 1989 | Ассоциация воинствующего духовенства           |
| 6  |      | Ханс-Адам II (80)                  | 26 августа 1984  | 40.9              | Лихтенштейн              | Принц-регент: 26 августа 1984 — 13 ноября 1989 Князь: с 13 ноября 1989 | Лихтенштейны                                   |
| 7  |      | Йовери Мусевени (81)               | 29 января 1986   | 39.5              | Уганда                   | Президент | Движение национального сопротивления           |
| 8  |      | Мсвати III (57)                    | 25 апреля 1986   | 39.3              | Эсватини                 | Король | Дламини                                        |
| 9  |      | Харальд V (88)                     | 1 июня 1990      | 35.2              | Норвегия                 | Принц-регент: 1 июня 1990 — 17 января 1991 Король: с 17 января 1991 | Глюксбурги                                     |
| 10 |      | Эмомали Рахмон (73)                | 20 ноября 1992   | 32.7              | Таджикистан              | Председатель Верховного Совета: 20 ноября 1992 — 16 ноября 1994 Президент: с 16 ноября 1994 | Народно-демократическая партия Таджикистана    |
| 11 |      | Исайяс Афеворки (80)               | 24 мая 1993      | 32.2              | Эритрея                  | Президент | Народный фронт за демократию и справедливость  |
| 12 |      | Александр Лукашенко (71)           | 20 июля 1994     | 31                | Беларусь                 | Президент |                                                |
| 13 |      | Летсие III (62)                    | 7 февраля 1996   | 29.5              | Лесото                   | Король | Сиисо                                          |
| 14 |      | Дени Сассу-Нгессо (82)             | 25 октября 1997  | 27.8              | Республика Конго         | Президент | Конголезская партия труда                      |
| 15 |      | Анри (70)                          | 3 марта 1998     | 27.4              | Люксембург               | Регент: 3 марта 1998 — 7 октября 2000 Герцог: с 7 октября 2000 | Бурбоны                                        |
| 16 |      | Абдалла II (64)                    | 7 февраля 1999   | 26.5              | Иордания                 | Король | Хашимиты                                       |
| 17 |      | Хамад ибн Иса Аль Халифа (76)      | 6 марта 1999     | 26.4              | Бахрейн                  | Эмир: 6 марта 1999 — 14 февраля 2002 Король: с 14 февраля 2002 | Аль Халифа                                     |
| 18 |      | Исмаил Омар Гелле (78)             | 8 мая 1999       | 26.2              | Джибути                  | Президент | Народное объединение за прогресс               |
| 19 |      | Мухаммед VI (62)                   | 23 июля 1999     | 26                | Марокко                  | Король | Алауиты                                        |
| 20 |      | Владимир Путин (73)                | 9 августа 1999   | 26                | Россия                   | И.о. премьер-министра: 9 августа 1999 — 16 августа 1999 Премьер-министр: 16 августа 1999 — 7 мая 2000 И.о. президента: 31 декабря 1999 — 7 мая 2000 Президент: 7 мая 2000 — 7 мая 2008 Премьер-министр: 8 мая 2008 — 7 мая 2012 Президент: с 7 мая 2012 |                                                |
| 21 |      | Поль Кагаме (68)                   | 24 марта 2000    | 25.4              | Руанда                   | И.о. президента: 24 марта 2000 — 22 апреля 2000 Президент: с 22 апреля 2000 | Руандийский патриотический фронт               |
| 22 |      | Ральф Гонсалвеш (79)               | 28 марта 2001    | 24.4              | Сент-Винсент и Гренадины | Премьер-министр | Объединённая лейбористская партия              |
| 23 |      | Реджеп Эрдоган (71)                | 14 марта 2003    | 22.4              | Турция                   | Премьер-министр: 14 марта 2003 — 28 августа 2014 Президент: с 28 августа 2014 | Партия справедливости и развития               |
| 24 |      | Ильхам Алиев (64)                  | 4 августа 2003   | 22                | Азербайджан              | Премьер-министр: 4 августа 2003 — 4 ноября 2003 Президент: с 31 октября 2003 | Алиевы/Новый Азербайджан                       |
| 25 |      | Шавкат Мирзиёев (68)               | 12 декабря 2003  | 21.6              | Узбекистан               | Премьер-министр: 12 декабря 2003 — 14 декабря 2016 И.о. президента: 8 сентября 2016 — 14 декабря 2016 Президент: с 14 декабря 2016 |                                                |
| 26 |      | Рузвельт Скеррит (53)              | 8 января 2004    | 21.6              | Доминика                 | Премьер-министр | Доминикская лейбористская партия               |
| 27 |      | Алоиз (57)                         | 15 августа 2004  | 21                | Лихтенштейн              | Принц-регент | Лихтенштейны                                   |
| 28 |      | Нородом Сиамони (72)               | 14 октября 2004  | 20.8              | Камбоджа                 | Король | Нородом                                        |
| 29 |      | Махмуд Аббас (90)                  | 15 января 2005   | 20.6              | Палестина                | Председатель: 15 января 2005 — 5 января 2013 Президент: с 5 января 2013 | ФАТХ                                           |
| 30 |      | Альбер II (67)                     | 31 марта 2005    | 20.3              | Монако                   | Принц-регент: 31 марта 2005 — 6 апреля 2005 Князь: с 6 апреля 2005 | Гримальди                                      |
| 31 |      | Фор Гнассингбе (59)                | 4 мая 2005       | 20.3              | Того                     | Президент 4 мая 2005 — 3 мая 2025 Председатель Совета министров: с 3 мая 2025 | Союз за республику                             |
| 32 |      | Салва Киир (74)                    | 30 июля 2005     | 20                | Южный Судан              | И.о. президента: 30 июля 2005 — 9 июля 2011 Президент: с 9 июля 2011 | Народная армия освобождения Судана             |
| 33 |      | Мохаммед ибн Рашид Аль Мактум (76) | 5 января 2006    | 19.6              | ОАЭ                      | Премьер-министр | Аль Мактум                                     |
| 34 |      | Джигме Кхесар Намгьял Вангчук (45) | 9 декабря 2006   | 18.7              | Бутан                    | Король | Вангчук                                        |
| 35 |      | Даниэль Ортега (80)                | 10 января 2007   | 18.6              | Никарагуа                | Президент: 10 января 2007 – 30 января 2025 Сопрезидент: с 30 января 2025 | Сандинистский фронт национального освобождения |
| 36 |      | Патрик Аллен (74)                  | 26 февраля 2009  | 16.4              | Ямайка                   | Генерал-губернатор |                                                |
| 37 |      | Виктор Орбан (62)                  | 29 мая 2010      | 15.2              | Венгрия                  | Премьер-министр | Фидес — Венгерский гражданский союз            |
| 38 |      | Алассан Уаттара (84)               | 11 апреля 2011   | 14.3              | Кот-д’Ивуар              | Президент | Объединение республиканцев                     |
| 39 |      | Майкл Хиггинс (84)                 | 11 ноября 2011   | 13.7              | Ирландия                 | Президент | Лейбористская партия                           |
| 40 |      | Ким Чен Ын (44)                    | 17 декабря 2011  | 13.6              | КНДР                     | Высший руководитель | Кимы/Трудовая партия Кореи                     |
| 41 |      | Тупоу VI (66)                      | 18 марта 2012    | 13.4              | Тонга                    | Король | Тупоу                                          |
| 42 |      | Си Цзиньпин (72)                   | 15 ноября 2012   | 12.7              | Китай                    | Генеральный секретарь ЦК КПК: с 15 ноября 2012 Председатель: с 14 марта 2013 | Коммунистическая партия Китая                  |
| 43 |      | Николас Мадуро (63)                | 5 марта 2013     | 12.4              | Венесуэла                | И.о. президента: 5 марта 2013 — 19 апреля 2013 Президент: с 19 апреля 2013 | Единая социалистическая партия Венесуэлы       |
| 44 |      | Абдулкадер Камил Мохамед (74)      | 1 апреля 2013    | 12.3              | Джибути                  | Премьер-министр | Народное объединение за прогресс               |
| 45 |      | Виллем-Александр (58)              | 30 апреля 2013   | 12.3              | Нидерланды               | Король | Оранские-Нассау                                |
| 46 |      | Сесиль Ла Гренейд (73)             | 7 мая 2013       | 12.2              | Гренада                  | Генерал-губернатор |                                                |
| 47 |      | Тамим ибн Хамад Аль Тани (45)      | 25 июня 2013     | 12.1              | Катар                    | Эмир | Аль Тани                                       |
| 48 |      | Филипп (65)                        | 21 июля 2013     | 12                | Бельгия                  | Король | Саксен-Кобург-Гота                             |
| 49 |      | Эди Рама (61)                      | 15 сентября 2013 | 11.9              | Албания                  | Премьер-министр | Социалистическая партия Албании                |
| 50 |      | Кохир Расулзада (64)               | 23 ноября 2013   | 11.7              | Таджикистан              | Премьер-министр |                                                |